# IPAQ

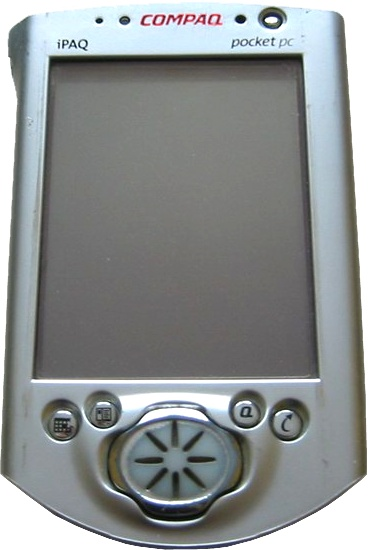
Compaq iPAQ 3630.

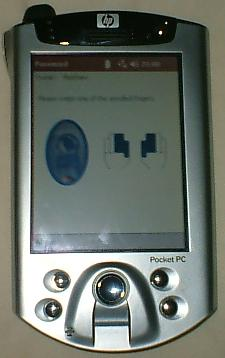
HP iPAQ 5500.

El iPAQ es la PDA (Personal Digital Assistant) para PocketPC de HP. Fue lanzada por Compaq en 1997, hasta que en el 2002, Compaq fue absorbida por HP. Es el principal competidor del Palm Pilot, pero se diferencia en una mayor capacidad multimedia y un entorno más parecido a Microsoft Windows. Tiene numerosos accesorios como lectores de tarjetas, tarjetas de red inalámbricas, GPS, baterías extra, Bluetooth, identificación dactilar, etc.
El sistema operativo sobre el que funcionan es Windows Mobile de Microsoft. Sin embargo, funcionan otros sistemas operativos alternativos en iPAQ.
En junio del 2003 HP anunció una nueva línea de iPAQs y dejó de fabricar las series 1xxx, 2xxx y 5xxx. Son vendidas con Windows Mobile 2003 como estándar. En agosto del 2004 HP anunció la serie 63xx de Pocket PC Phone Editions.

## Versiones
- Compaq iPaq H3600 series es la serie original de iPAQ, tenían pantallas en color de 12 bits, 64 MB de RAM y 16 de ROM.
- Compaq iPaq 3100 series son una serie más barata que la 3600, no tenían pantalla en color.
- Compaq iPaq H3700 series, son iguales que los modelos de la serie 3600 pero con más RAM y ejecutaban PocketPC 2002 nativamente.
- Compaq iPaq H3800 series son los primeros en incluir pantallas de 16 bits, incorporaban lectores de Secure Digital (SD) y una mayor RAM.
- Compaq iPaq 3900 series es la evolución de la serie 3800. Tenían un procesador Intel XScale y los últimos modelos añadieron Bluetooth e IrDA.
- HP iPaq H1900 series, la primera serie después de la compra de HP. Era más pequeña que sus antecesoras. La memoria principal es de 64 MB. Ejecutan PocketPC 2002 (serie 1910) o 2003. También permitían baterías extra, aunque muchos de los accesorios existentes no eran compatibles.
- HP iPaq H5400 series, añaden Wi-Fi, Bluetooth y escáner biométrico. Esta serie presentaba muchos errores que fueron corregidos con actualizaciones del firmware.
- HP iPaq 5500 series es la versión corregida de la serie 5400 con el doble de RAM.
- HP iPaq H5100 series, una serie inferior a la 5500, sin soporte Wi-Fi y RAM de 64 MB.
- HP iPaq H2200 series, destinados al mercado de consumo. Memoria RAM de 64 MB, PocketPC 2003 y muchos accesorios.
- HP iPaq H4300 series, son parecidos a la serie 2200. Integran Wi-Fi, soporte para Bluetooth y un pequeño teclado.
- HP iPaq H4100 series, está orientada al mercado corporativo, incluye Wi-Fi y SDIO.
- HP iPaq hx4700 series, tiene pantalla VGA, Wi-Fi, Bluetooth 1.2, SD, CompactFlash, touchpad, un procesador de 624 MHz y ejecuta Windows Mobile 2003 Second Edition.
- HP iPaq rz1700 series funciona sobre Windows Mobile 2003 Second Edition, sin wireless y con 32 MB de RAM.
- HP iPaq h6300 series es un híbrido de PocketPC y teléfono móvil. Tiene GSM, 64 MB RAM, procesador TI de 195 MHz, un pequeño teclado.

También pueden llevar Linux, para ello hay una distribución llamada Familiar Linux que es un kernel sin front-end.

## Modelos antiguos
| Modelo | RAM | ROM | Slots      | CPU        | MHz | SO      | Wi-Fi    | Bluetooth | Más  |
| ------ | --- | --- | ---------- | ---------- | --- | ------- | -------- | --------- | ---- |
| H3100  | 16  | 16  | Ninguna    | ARM SA1110 | 206 | PPC2000 |          |           |      |
| H3630  | 32  | 16  | Ninguna    | ARM SA1110 | 206 | PPC2000 |          |           |      |
| H3660  | 64  | 16  | Ninguna    | ARM SA1110 | 206 | PPC2000 |          |           |      |
| H3850  | 64  | 32  | 1SD        | ARM SA1110 | 206 | PPC2002 |          |           |      |
| H3870  | 64  | 32  | 1SD        | ARM SA1110 | 206 | PPC2002 |          | BT1.1     |      |
| H3950  | 64  | 32  | 1SD        | PXA250     | 400 | PPC2002 |          |           |      |
| H3970  | 64  | 48  | 1SD        | PXA250     | 400 | PPC2002 |          | BT1.1     |      |
| H5500  | 128 | 32  | 1 CF 1SDIO | PXA250     | 400 | WM2003  | 802.11b  | BT1.1     |      |
| H1910  | 64  | 16  | 1SD        | PXA250     | 200 | PPC2002 | no tiene |           |      |
| H1930  | 64  | 32  | 1SDIO      | S3C2410    | 203 | WM2003  | no tiene |           |      |
| H1950  | 64  | 32  | 1SDIO      | S3C2410    | 266 | WM2003  | 802.11b  | BT1.1     |      |
| H2210  | 64  | 64  | 1CF 1SDIO  | PXA250     | 400 | WM2003  |          | BT1.1     |      |
| H4150  | 64  | 64  | 1SDIO      | PXA255     | 400 | WM2003  | 802.11b  | BT1.1     |      |
| H6300  | 64  | 64  | 1SDIO      | TI OMAP    | 168 | WM2003  | 802.11b  | BT1.1     | GPRS |

## Modelos nuevos
| Modelo | RAM | ROM | Slots         | CPU     | MHz | SO       | Wi-Fi   | Bluetooth | Más                        |
| ------ | --- | --- | ------------- | ------- | --- | -------- | ------- | --------- | -------------------------- |
| rz1700 | 64  | 64  | 1SDIO         | S3C2410 | 203 | WM2003SE |         | BT1.2     |                            |
| rx3100 | 32  | 64  | 1SDIO         | S3C2410 | 300 | WM2003SE | 802.11b | BT1.2     |                            |
| rx3400 | 32  | 64  | 1SDIO         | S3C2410 | 300 | WM2003SE | 802.11b | BT1.2     |                            |
| rx3700 | 64  | 64  | 1SDIO         | S3C2410 | 400 | WM2003SE | 802.11b | BT1.2     |                            |
| rx3715 | 64  | 128 | 1SDIO         | S3C2410 | 400 | WM2003SE | 802.11b | BT1.2     | Infrarrojos, cámara 1,2Mpx |
| hx2410 | 64  | 64  | 1CF 1SDIO     | PXA270  | 520 | WM2003SE | 802.11b | BT1.2     |                            |
| hx2750 | 128 | 128 | 1CF 1SDIO     | PXA270  | 624 | WM2003SE | 802.11b | BT1.2     |                            |
| hx4700 | 64  | 128 | 1CF 1SDIO     | PXA270  | 624 | WM2003SE | 802.11b | BT1.2     |                            |
| hw6500 | 64  | 64  | 1SDIO 1miniSD | PXA270  | 312 | WM2003SE |         | BT1.2     | GPRS, GPS                  |
| hw6940 | 64  | 64  | 1miniSD       | PXA270  | 416 | WM5.0    | 802.11b | BT1.2     | GPRS/EDGE, GPS             |

## Sistemas operativos alternativos para iPAQ

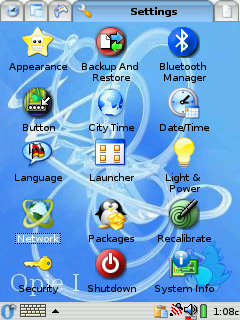
Pantalla de Opie

### NetBSD
NetBSD puede instalarse y ejecutarse en iPAQ.

### Familiar Linux
Una alternativa basada en Linux para iPAQ, es el sistema Familiar Linux. Puede utilizarse con la Opie o el la interfaz gráfica de usuario GPE, o un sistema Linux sin una interfaz gráfica de usuario predeterminada.
Opie y GPE tienen una suite denominada [PIM] (calendario, contactos, listas y notas). Además de una gran variedad de aplicaciones. Soporta reconocimiento de escritura manual, teclado en pantalla, bluetooth, IrDA y hardware opcional como teclados.
La versión v0.8.4 (20-08-2006) soporta las series HP iPAQ H3xxx y H5xxx e introduce soporte de inicio para las series HP iPAQ H2200, Hx4700, y H6300.

### Plan 9
Plan 9 (Plan 9 from Bell Labs) puede ejecutarse en iPAQ. El apodo de la arquitectura es "bitsy".

### Angstrom
Ver Angstrom (en inglés).